# ريتشارد فوستر جونز
ريتشارد فوستر جونز (7 يوليو 1886-12 سبتمبر 1965) كان أستاذًا للغة الإنجليزية في جامعة ستانفورد، والرئيس التنفيذي لقسم اللغة الإنجليزية بالجامعة. تضمنت اهتماماته البحثية الأدب الإنجليزي الحديث المبكر (خاصة السير فرانسيس بيكون) ، وتاريخ العلوم، وكتابات جوناثان سويفت.

## حياته
وُلِد في سالادو، تكساس ، وهو ابن صمويل جيه جونز، الذي كان رئيسًا لكلية سالادو قبل إغلاقها، والذي أسس في بنايتها السابقة مدرسة توماس أرنولد الثانوية، وهي أكاديمية خاصة كان يرأسها منذ عام 1890 حتى عام 1913
بعد تخرجه من مدرسة والده، التحق جونز بجامعة تكساس ، التي حصل منها على درجة البكالوريوس في عام 1907. ثم التحق بجامعة كولومبيا ، حيث حصل على درجة الماجستير والدكتوراه في عام 1918. انضم جونز إلى هيئة التدريس في جامعة واشنطن في سانت لويس بولاية ميسوري عام 1919 وبقي في تلك المدرسة حتى عام 1945، وفي ذلك الوقت كان قد ارتقى إلى منصب عميد كلية الدراسات العليا. تقاعد من التدريس عام 1952 لكنه استمر في البحث والنشر حتى نهاية حياته تقريبًا.
على الرغم من أن جونز أمضى السنوات السبع الأخيرة فقط من حياته الأكاديمية في جامعة ستانفورد، إلا أن اسمه مرتبط بها ارتباطًا وثيقًا. تم تسمية غرفة جونز في جامعة ستانفورد، وهي غرفة اجتماعات وقراءة للطلاب في برنامج الكتابة الإبداعية في جامعة ستانفورد، باسم كل من ريتشارد فوستر جونز ، الذي أسس البرنامج، وشقيقه، الدكتور إي إتش جونز، الذي مول إنشاء البرنامج و مؤسسة أي اتش جونز وكانت المصدر الأساسي للمنح المقدمة لمتلقي برنامج زمالة ستغنر .

## أعماله
- القدماء والمعاصرون : دراسة عن صعود الحركة العلمية في إنجلترا في القرن السابع عشر .
- القدماء والمعاصرون: دراسة خلفية معركة الكتب. سانت لويس: دراسات جامعة واشنطن ، 1936.
- بيكون ، فرانسيس. مقالات ، تقدم التعلم ، نيو أتلانتس وقطع أخرى. نيويورك: محرر صحفي ل أوديسي 1937 .
- القرن السابع عشر: دراسات في تاريخ الفكر والأدب الإنجليزي من بيكون إلى البابا. مطبعة جامعة ستانفورد ، 1951 (مع آخرين).
- انتصار اللغة الإنجليزية. مطبعة جامعة ستانفورد ، 1953.